# Призове право
Призове право — система норм, що регулюють відносини з приводу приватного майна, за певних обставин захопленого на морі або в прісних водах (наприклад, корабель і його вантаж, затримані за порушення морської блокади, надання послуг противнику, перевезення морської контрабанди).